# 石林风景名胜区

央视版《西游记》，孙悟空被压五行山下场景的取景处。

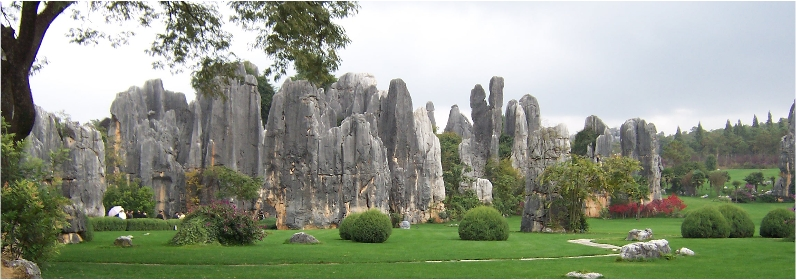
石林风光

石林風景名胜区，常稱路南石林或雲南石林，位於中國雲南省石林彝族自治縣，1982年11月8日经中华人民共和国国务院批准為首批國家重點風景名胜区，其时法定名稱為“路南石林風景名胜区”。

## 历史
1991年，《路南石林风景名胜区保护条例》开始实施。2001年3月6日，中华人民共和国国土资源部批准石林建立“云南石林岩溶峰林国家地质公园”；2004年2月13日联合国教科文组织批准石林列入首批世界地质公园；2007年6月27日，石林作为“中国南方喀斯特”的重要组成部分成功申报世界自然遗产。

## 介绍
该风景区距昆明120千米，面积约40多万亩。石林是典型的喀斯特地貌，经过亿万年地质变化形成的。石林还是彝族传说中阿诗玛的故乡。石林风景区主要由大、小石林（李子菁石林），乃古石林，芝云洞，长湖，大叠水等景区组成。每年农历六月二十四的“火把节”是游览石林的最佳时间。1931年云南省主席龙云路过此处命名“石林”，周钟岳的行书题字于文化大革命时被毁。改革开放后，当地旅游部门自曲靖第一中学内所存之《爨宝子碑》上集字而成如今的匾额。落款“龙云题”为龙云之子龙绳文于1985年9月题写，由石林县刊刻恢复。1962年，朱德到访石林，即兴题写“群峰壁立，千嶂叠翠”，因只有八张纸，无处落款，现在刊刻的“朱德题”三字是从他处题词中临摹镌刻上去的。

## 石林风光

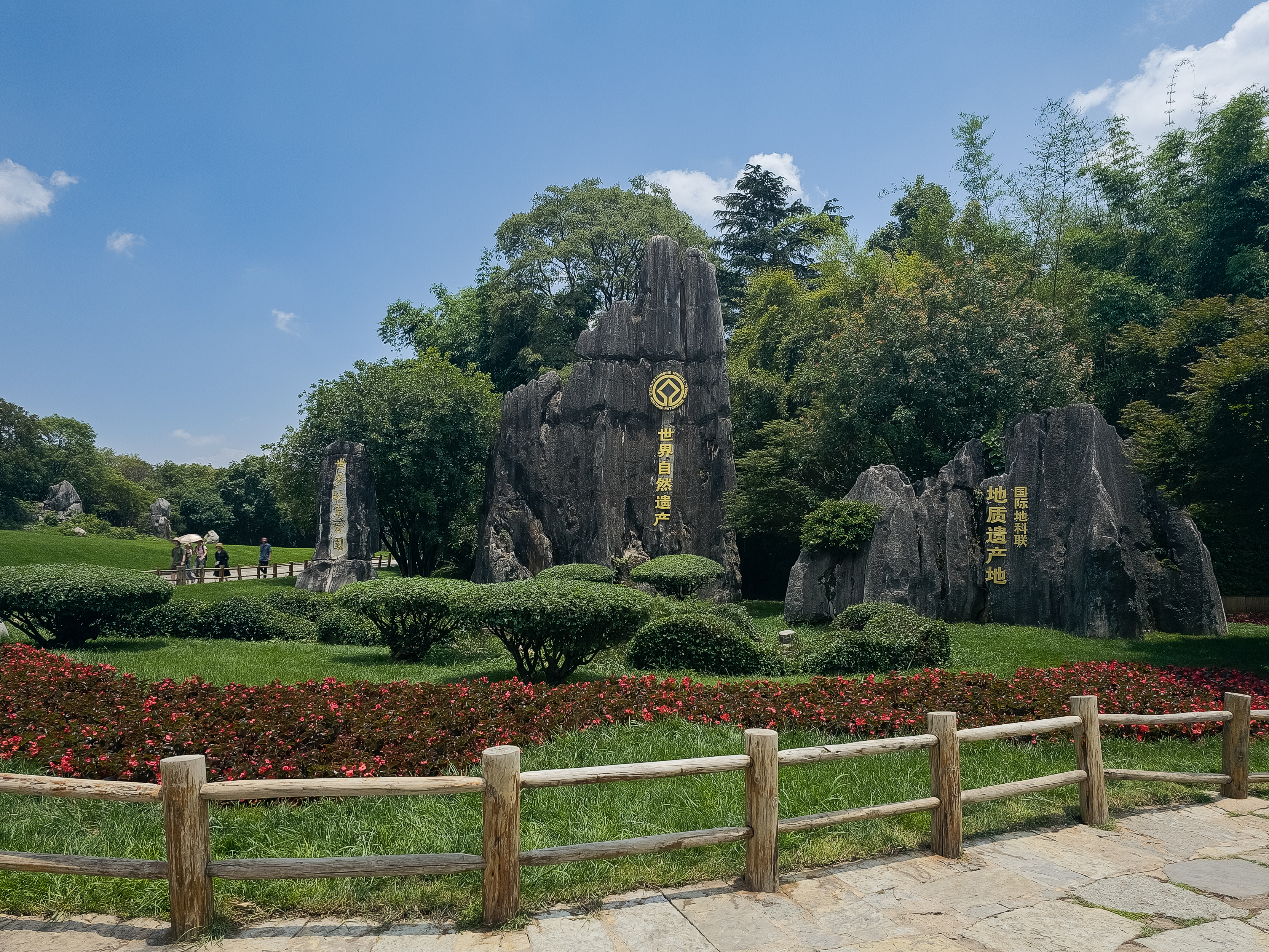
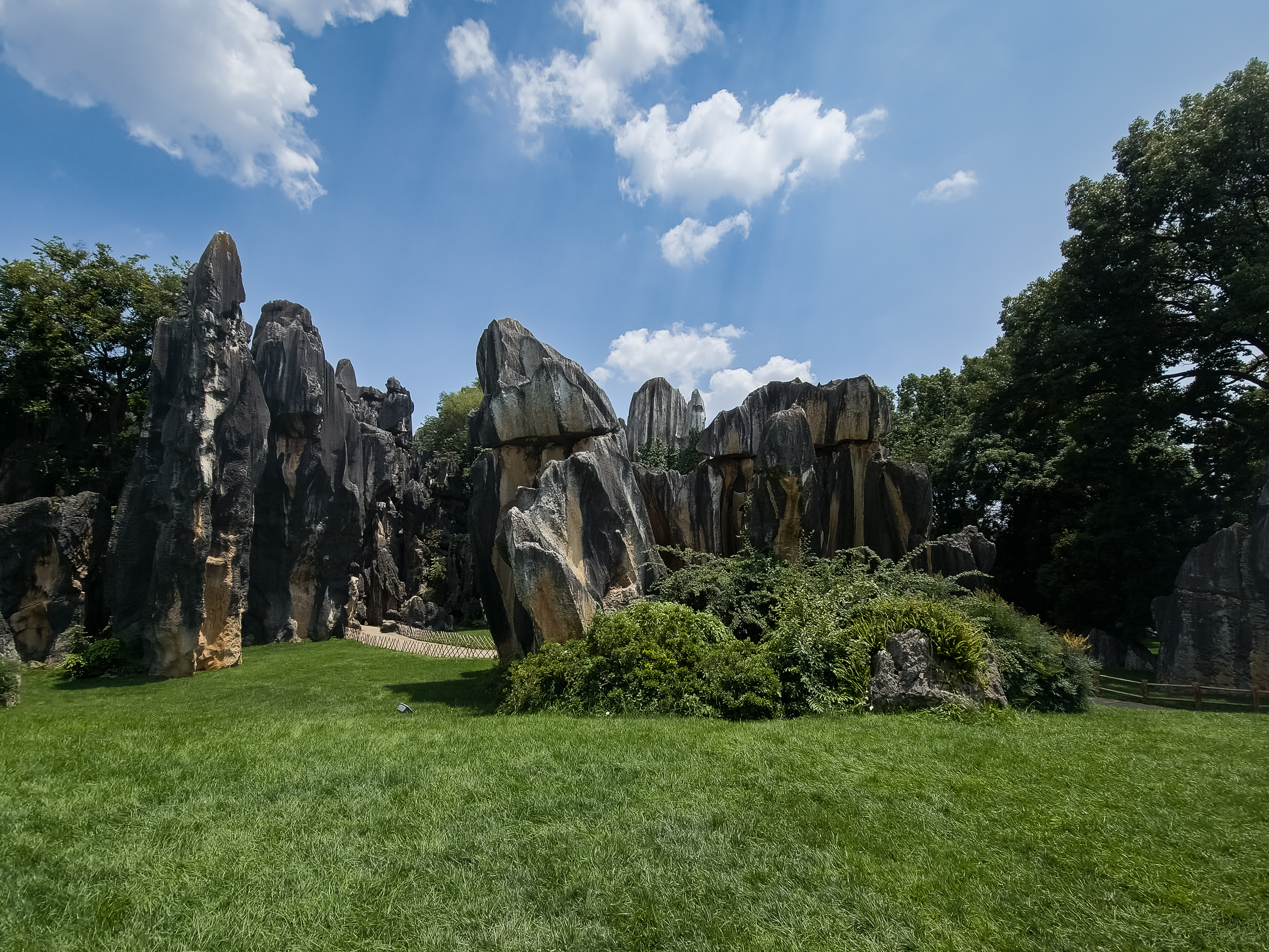
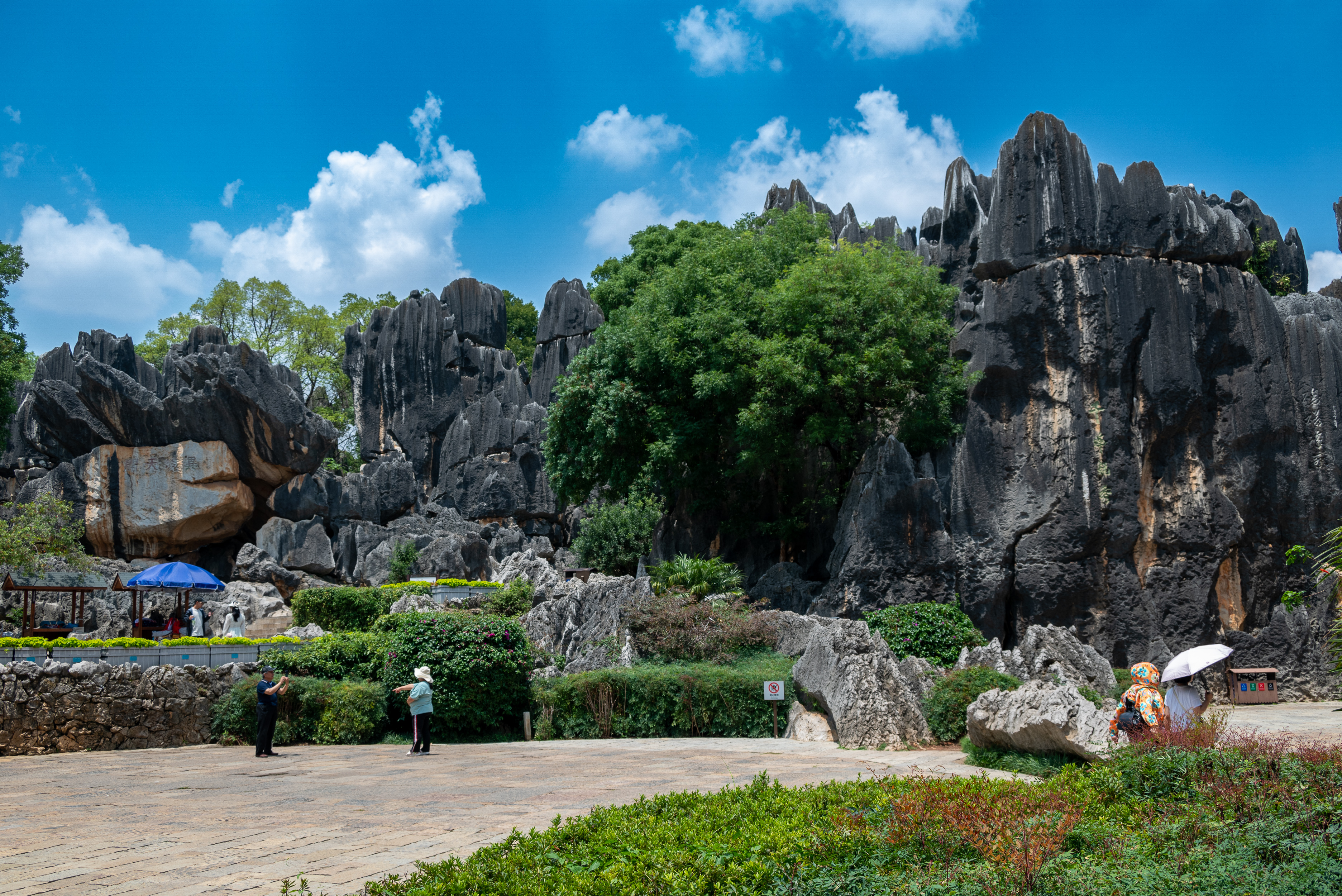
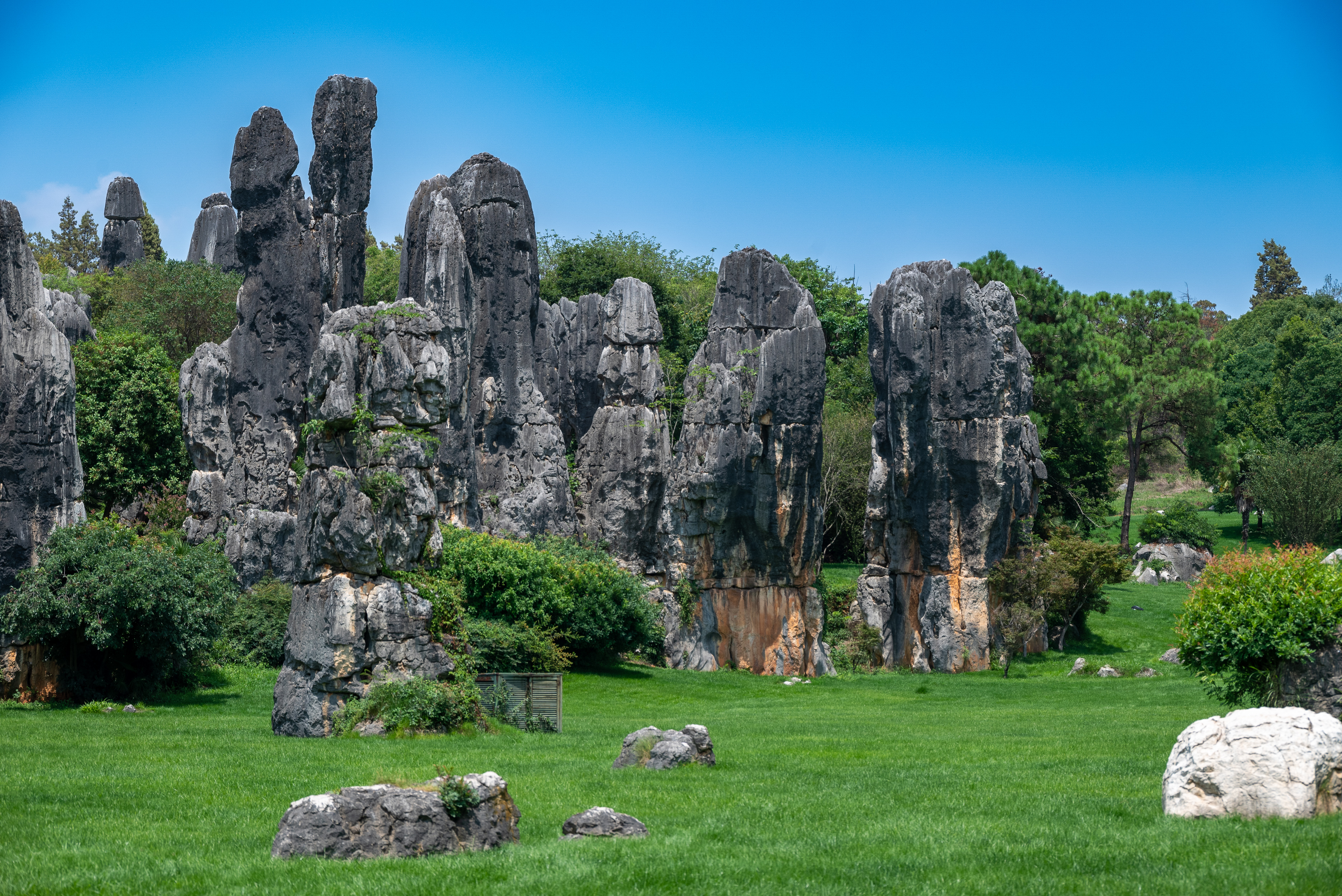
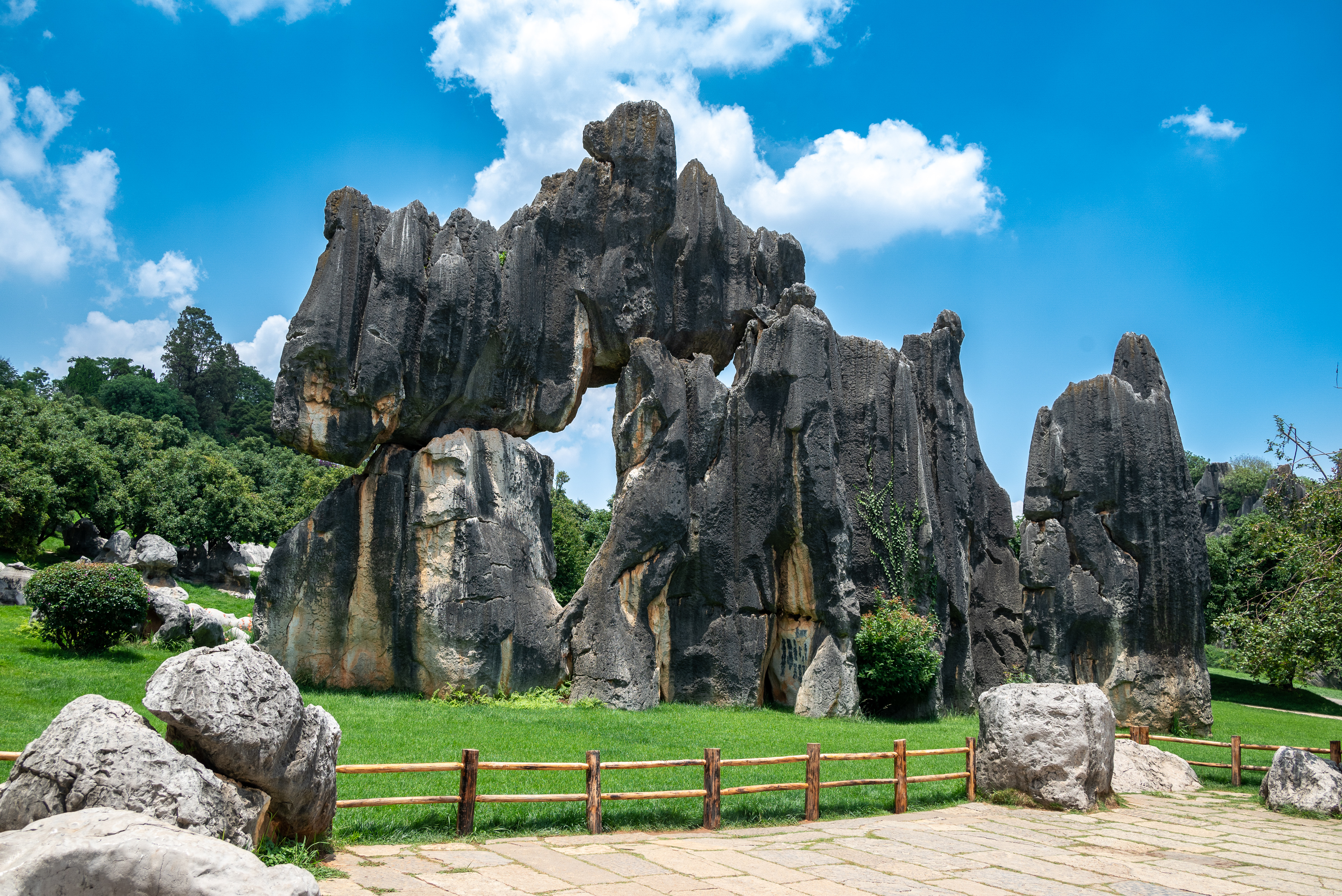
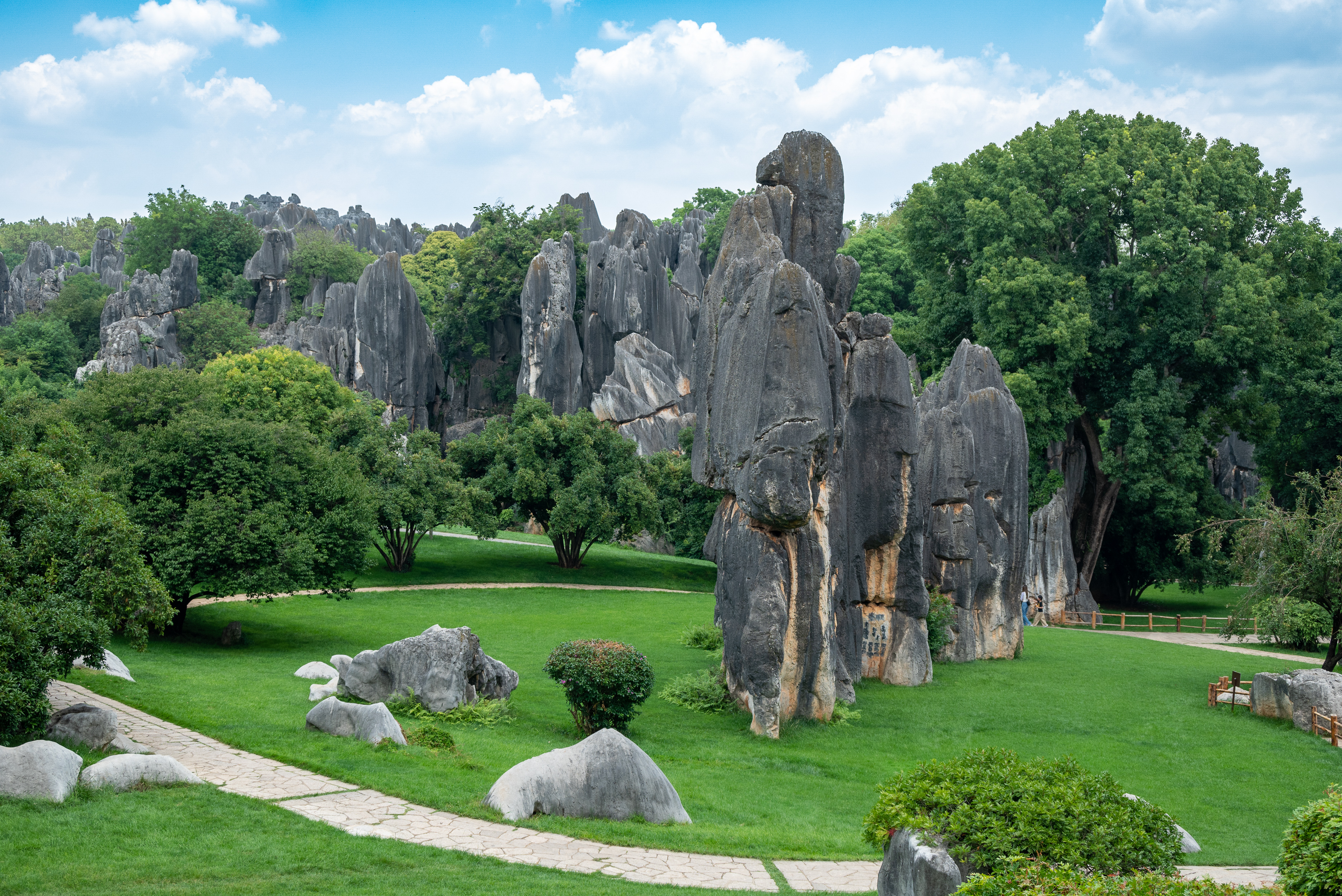
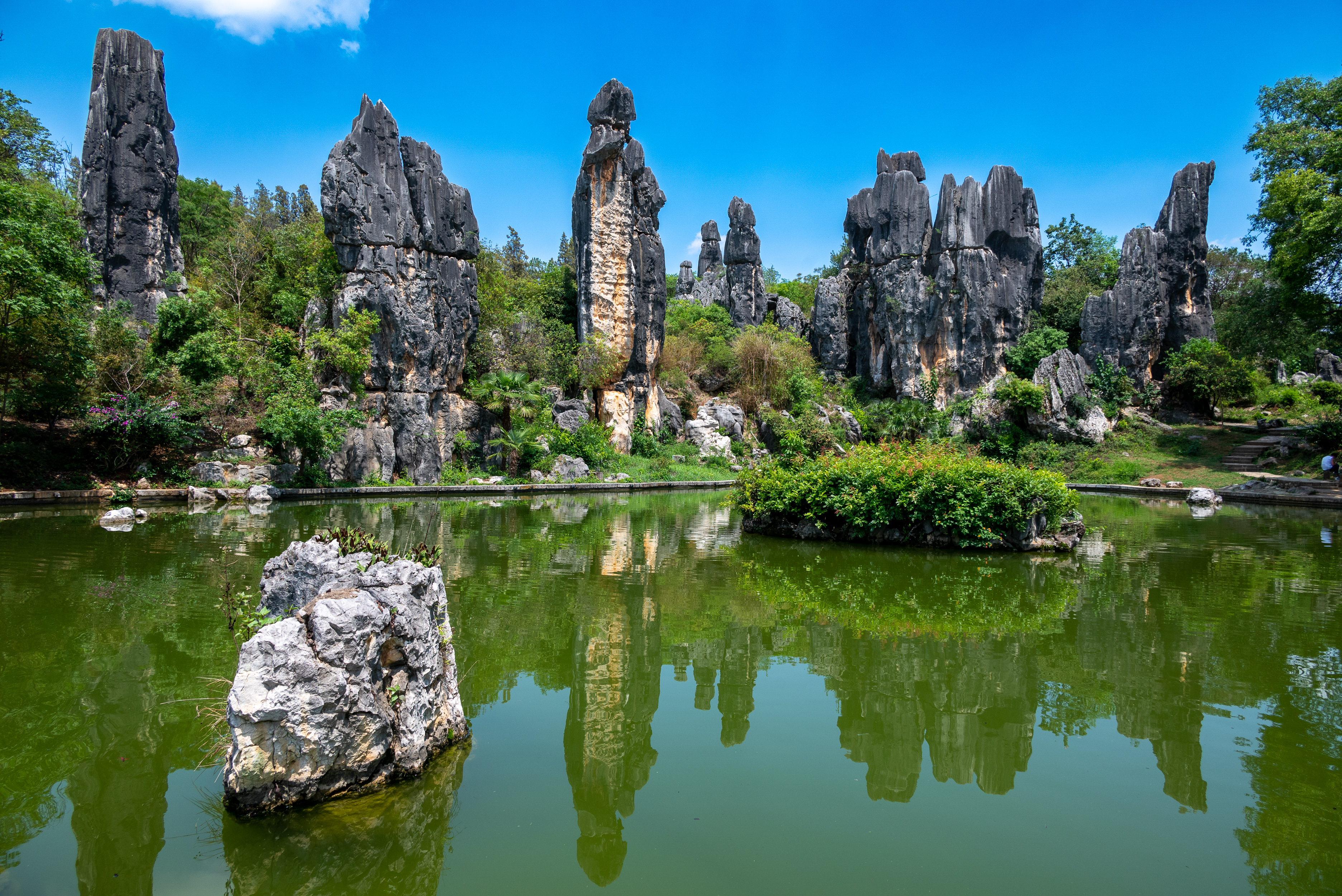
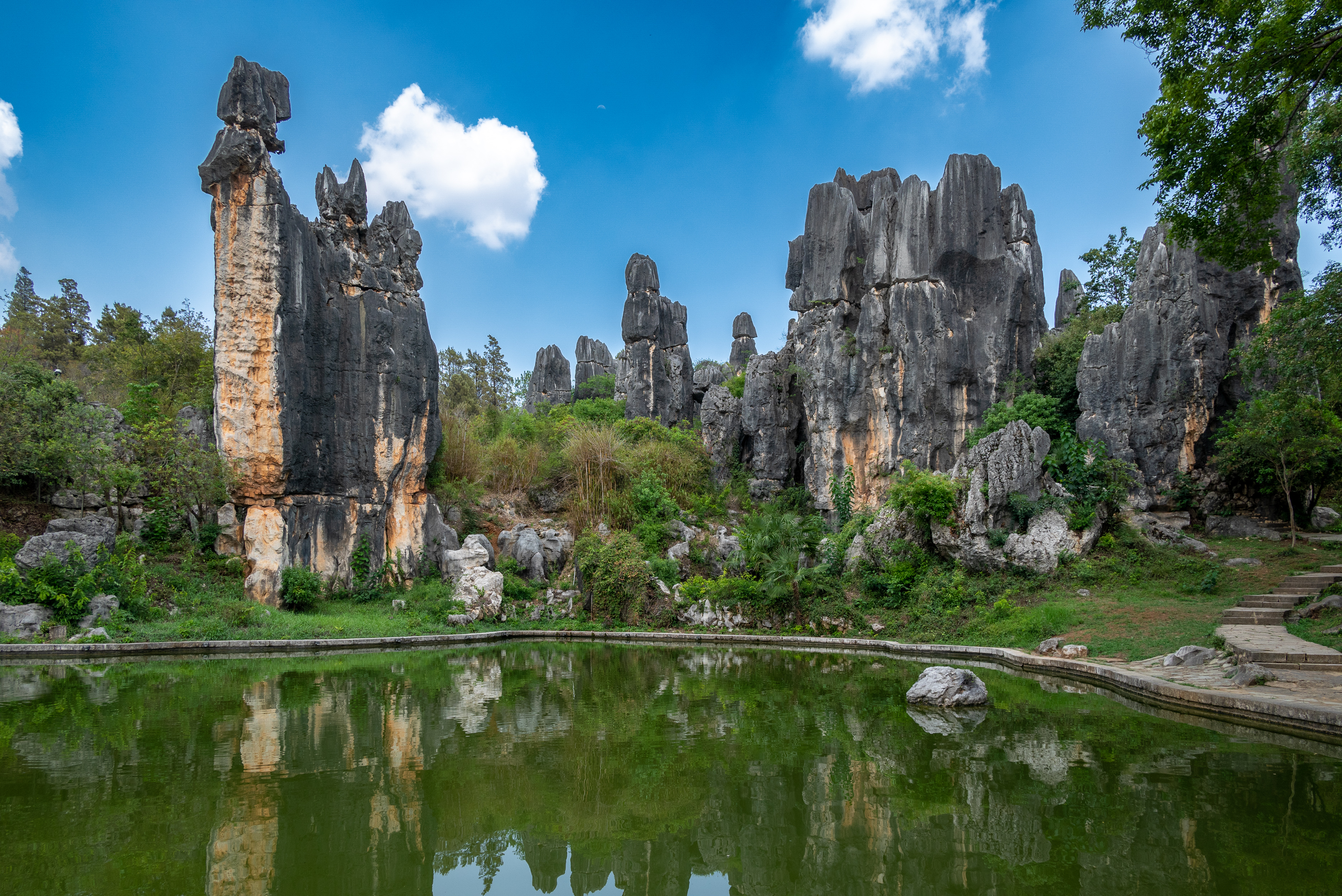
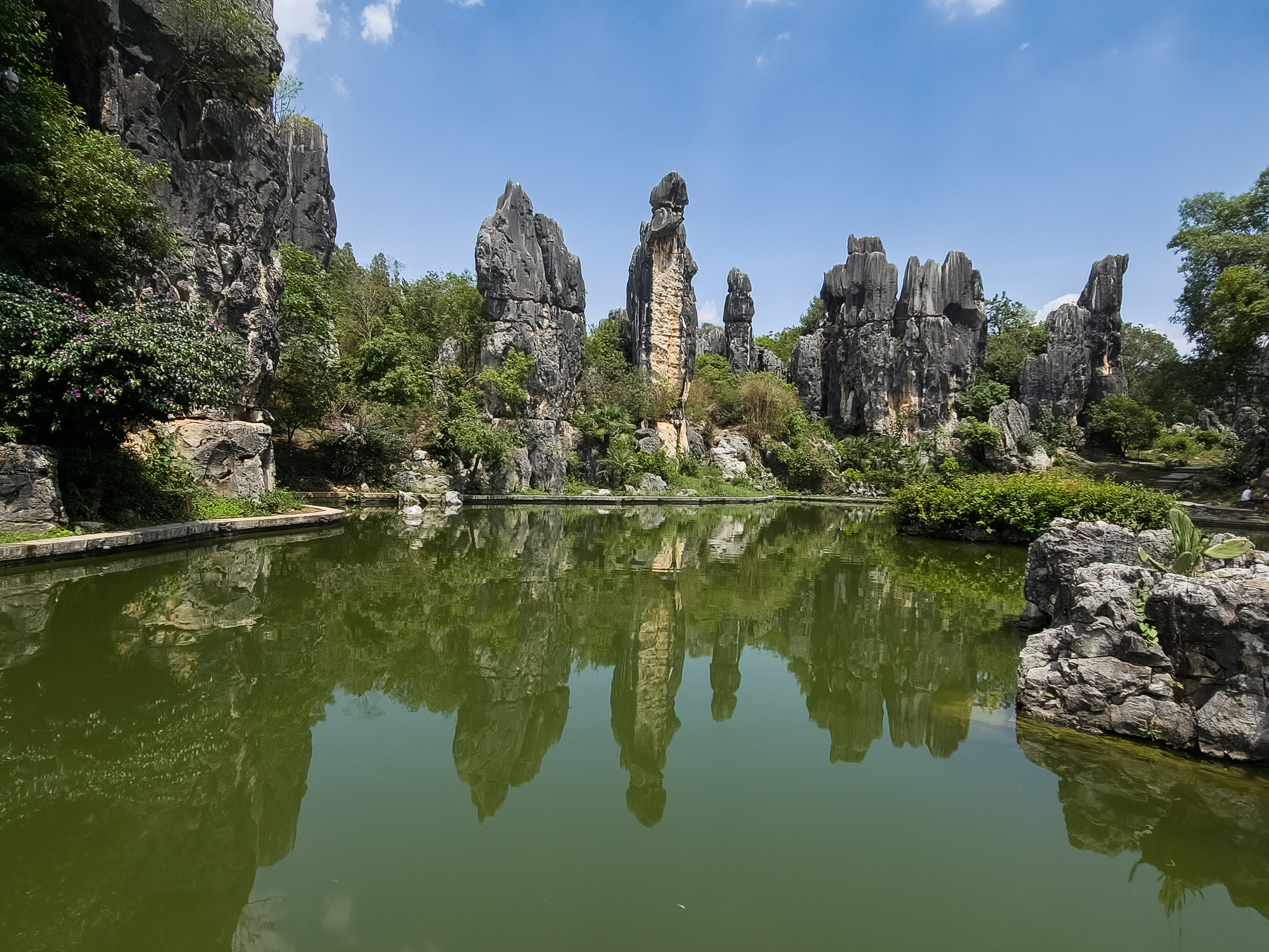
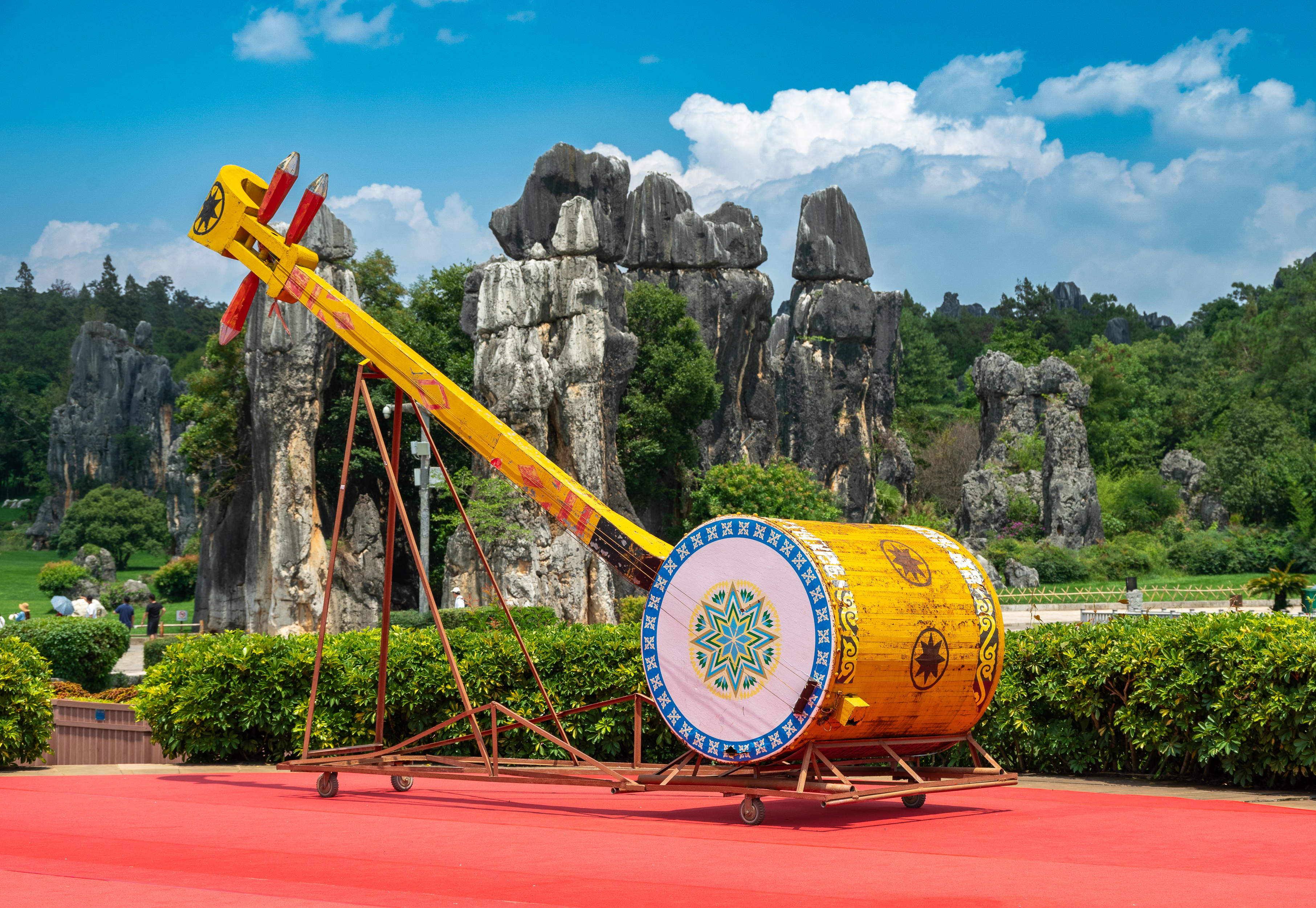
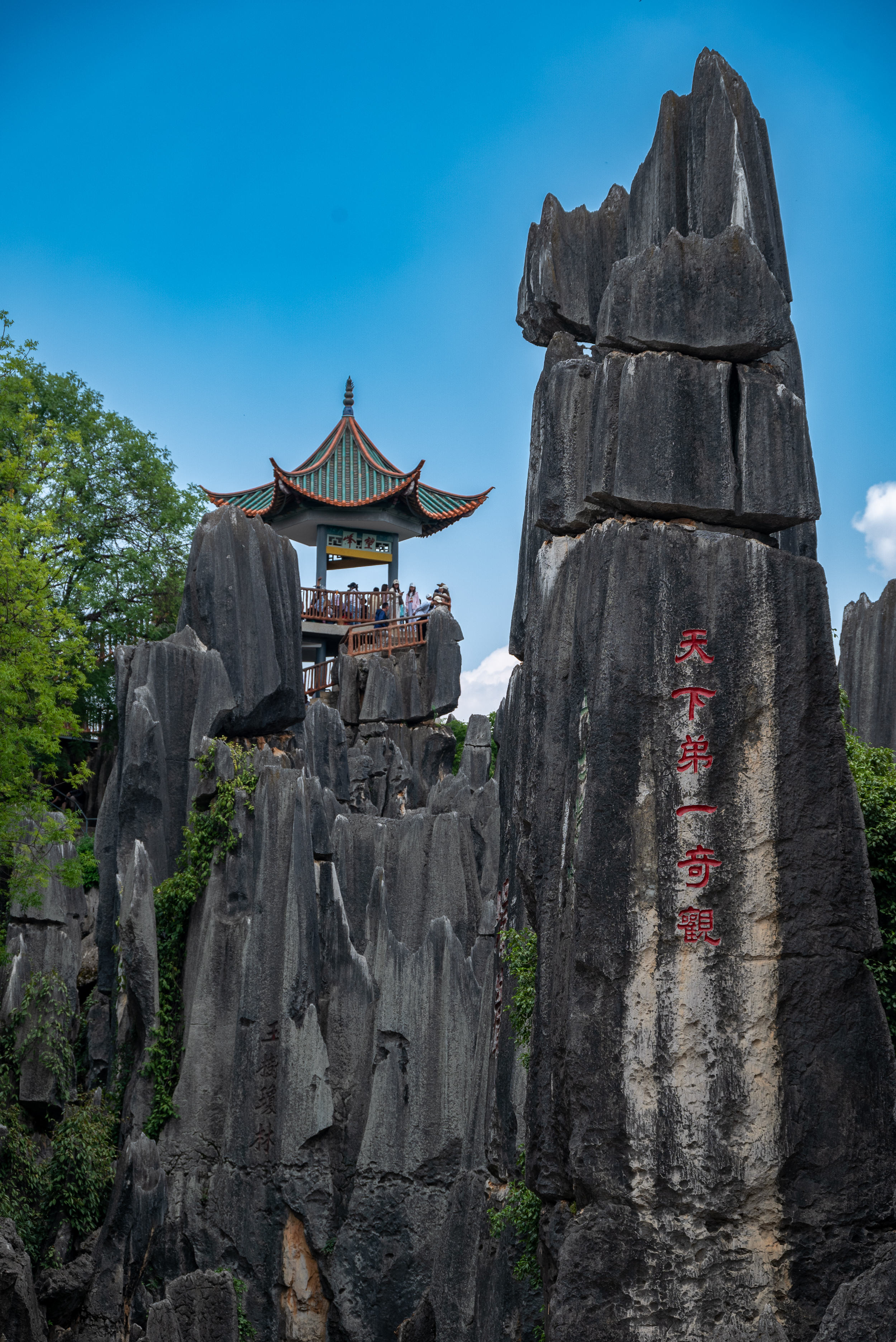
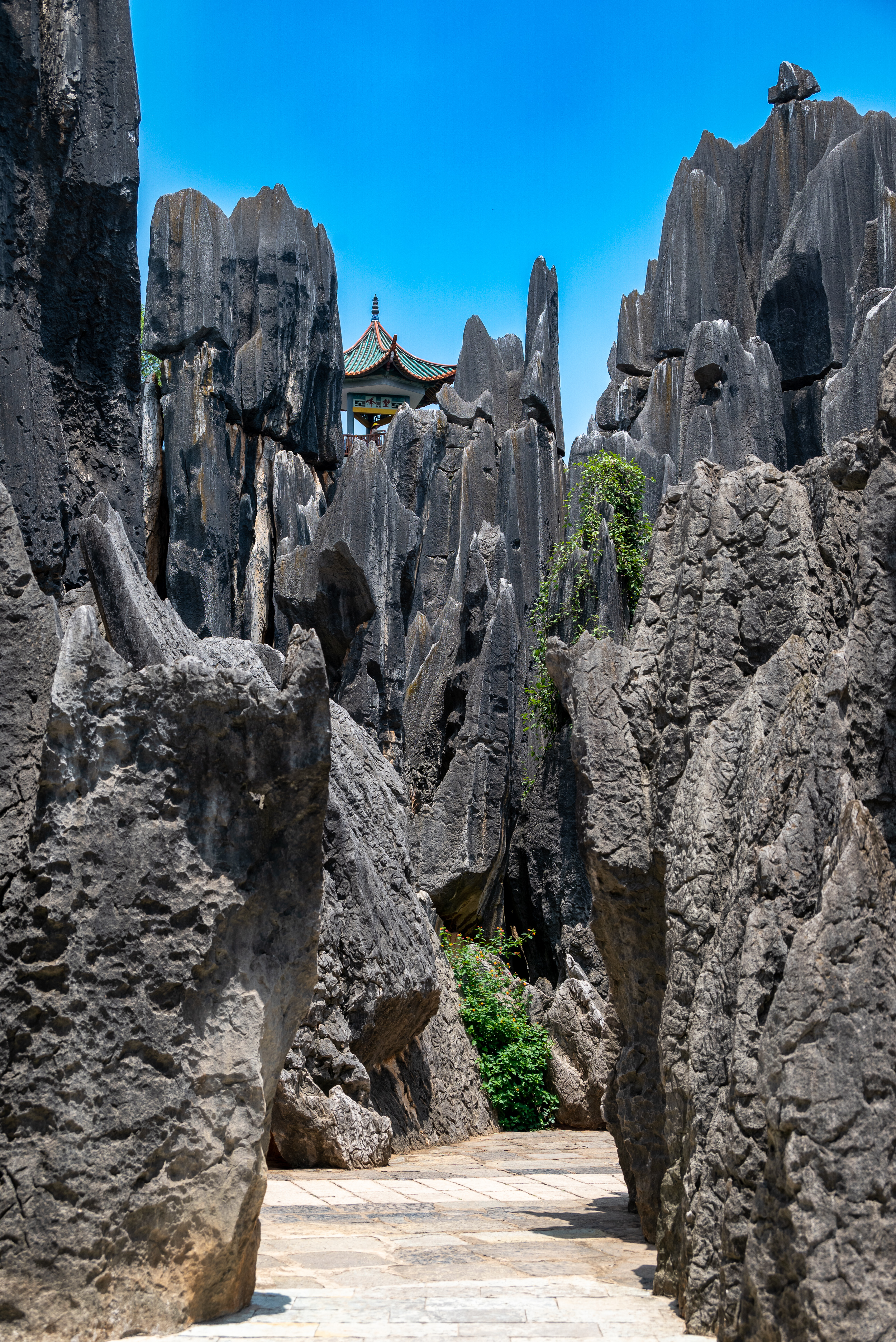
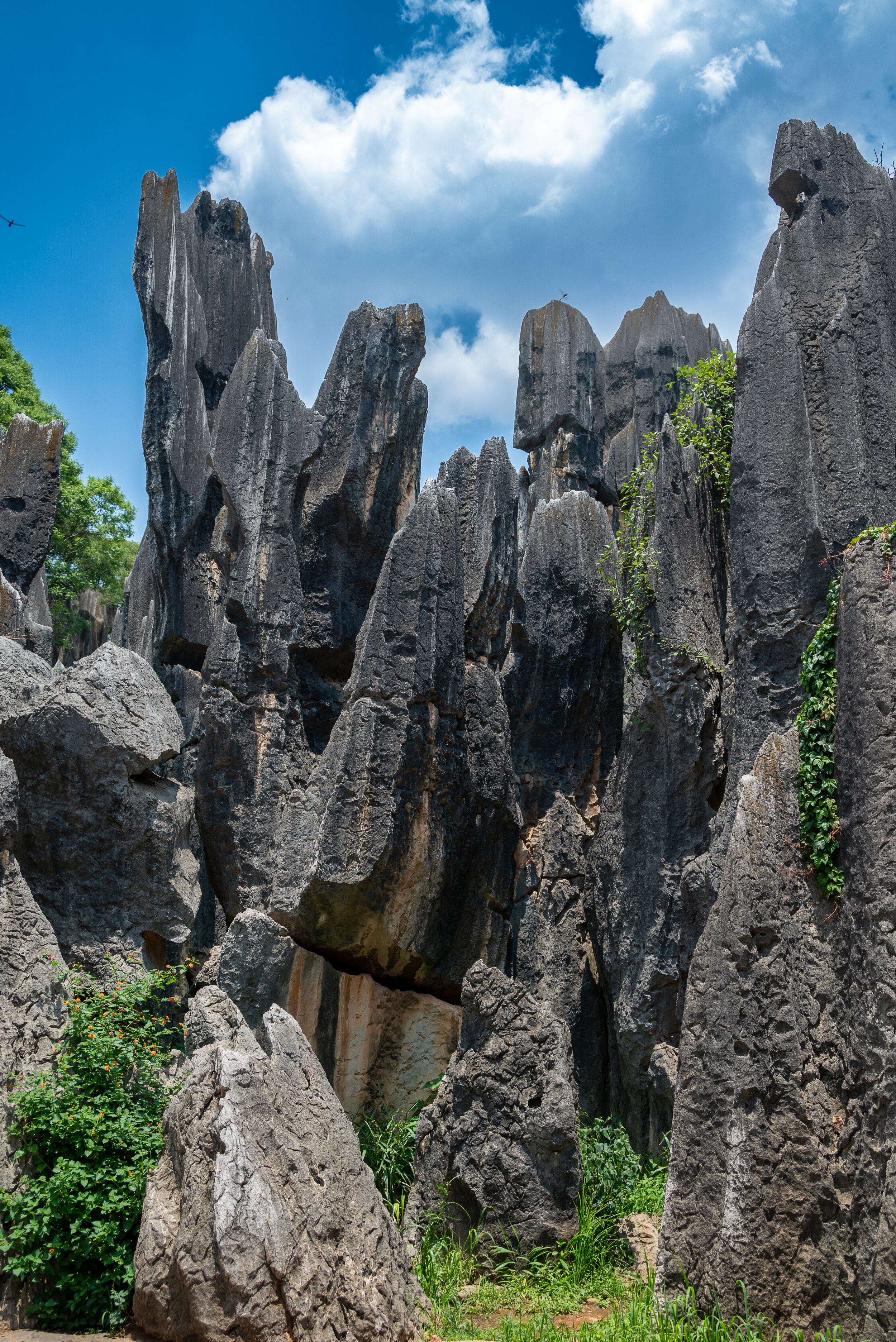